# Vòng loại Giải vô địch bóng đá thế giới 2014 – Khu vực Bắc, Trung Mỹ và Caribe (Vòng 4)
Dưới đây là bài chi tiết về vòng loại giải vô địch bóng đá thế giới 2014 khu vực Bắc, Trung Mỹ và Caribe (vòng 4).

## Thông tin
Vòng 4 đã xác định ba đội đứng đầu bảng và nhì bảng từ vòng 3 cạnh tranh trong một nhóm sáu đội. Giai đoạn này được gọi là lục giác hoặc Hex, và được sử dụng bởi liên đoàn bóng đá Bắc, Trung Mỹ và Caribe để xác định 3 đội giành quyền tham dự vòng chung kết World Cup kể từ vòng loại World Cup 1998.
Các trận đấu diễn ra từ ngày 6 tháng 2 đến ngày 15 tháng 10 năm 2013. Ba đội xuất sắc ở vòng đấu này sẽ giành quyền tham dự vòng chung kết World Cup 2014 tổ chức tại Brasil, và đội xếp thứ tư sẽ phải tham dự vòng play-off với New Zealand, đội duy nhất của châu Đại Dương đã vượt qua vòng loại.

## Đội vượt qua vòng loại
Vòng loại ở vòng đấu này được xác định vào ngày 16 tháng 10 năm 2012.
| Bảng A           | Bảng B              | Bảng C            |
| ---------------- | ------------------- | ----------------- |
| Hoa Kỳ · Jamaica | México · Costa Rica | Honduras · Panama |

## Bảng xếp hạng
| Team       | Pld | Pts |
| ---------- | --- | --- |
| Hoa Kỳ     | 10  | 22  |
| Costa Rica | 10  | 18  |
| Honduras   | 10  | 15  |
| México     | 10  | 11  |
| Panama     | 10  | 8   |
| Jamaica    | 10  | 5   |

|            | Costa Rica | Honduras | Jamaica | México | Panama | Hoa Kỳ |
| ---------- | ---------- | -------- | ------- | ------ | ------ | ------ |
| Costa Rica | —          | 1–0      | 2–0     | 2–1    | 2–0    | 3–1    |
| Honduras   | 1–0        | —        | 2–0     | 2–2    | 2–2    | 2–1    |
| Jamaica    | 1–1        | 2–2      | —       | 0–1    | 1–1    | 1–2    |
| México     | 0–0        | 1–2      | 0–0     | —      | 2–1    | 0–0    |
| Panama     | 2–2        | 2–0      | 0–0     | 0–0    | —      | 2–3    |
| Hoa Kỳ     | 1–0        | 1–0      | 2–0     | 2–0    | 2–0    | —      |

## Trận đấu
Các đại diện của sáu hiệp hội quốc gia gặp nhau vào ngày 19 tháng 10 năm 2012, nhưng không đồng tình về lịch trình cho vòng 4. Lễ bốc thăm lịch thi đấu được thực hiện bởi CONCACAF và FIFA vào ngày 7 tháng 11 năm 2012, tại bãi biển Miami, Florida.
| Honduras                     | 2–1      | Hoa Kỳ      |
| ---------------------------- | -------- | ----------- |
| J. García 40' · Bengtson 79' | Chi tiết | Dempsey 36' |

| Panama                        | 2–2      | Costa Rica             |
| ----------------------------- | -------- | ---------------------- |
| Henríquez 15' · R. Torres 27' | Chi tiết | Saborío 39' · Ruiz 84' |

| México | 0–0      | Jamaica |
| ------ | -------- | ------- |
|        | Chi tiết |         |

| Honduras                  | 2–2      | México             |
| ------------------------- | -------- | ------------------ |
| Costly 77' · Bengtson 80' | Chi tiết | Hernández 28', 54' |

| Jamaica     | 1–1      | Panama        |
| ----------- | -------- | ------------- |
| Elliott 23' | Chi tiết | Henríquez 66' |

| Hoa Kỳ      | 1–0      | Costa Rica |
| ----------- | -------- | ---------- |
| Dempsey 16' | Chi tiết |            |

| Costa Rica            | 2–0      | Jamaica |
| --------------------- | -------- | ------- |
| Umaña 22' · Calvo 82' | Chi tiết |         |

| Panama                | 2–0      | Honduras |
| --------------------- | -------- | -------- |
| Tejada 2' · Pérez 74' | Chi tiết |          |

| México | 0–0      | Hoa Kỳ |
| ------ | -------- | ------ |
|        | Chi tiết |        |

| Jamaica | 0–1      | México        |
| ------- | -------- | ------------- |
|         | Chi tiết | de Nigris 48' |

| Jamaica      | 1–2      | Hoa Kỳ                     |
| ------------ | -------- | -------------------------- |
| Beckford 89' | Chi tiết | Altidore 30' · Evans 90+2' |

| Panama | 0–0      | México |
| ------ | -------- | ------ |
|        | Chi tiết |        |

| Costa Rica | 1–0      | Honduras |
| ---------- | -------- | -------- |
| Miller 25' | Chi tiết |          |

| México | 0–0      | Costa Rica |
| ------ | -------- | ---------- |
|        | Chi tiết |            |

| Honduras                  | 2–0      | Jamaica |
| ------------------------- | -------- | ------- |
| O. García 10' · Rojas 88' | Chi tiết |         |

| Hoa Kỳ                        | 2–0      | Panama |
| ----------------------------- | -------- | ------ |
| Altidore 36' · E. Johnson 53' | Chi tiết |        |

| Hoa Kỳ       | 1–0      | Honduras |
| ------------ | -------- | -------- |
| Altidore 74' | Chi tiết |          |

| Costa Rica            | 2–0      | Panama |
| --------------------- | -------- | ------ |
| Ruiz 49' · Borges 52' | Chi tiết |        |

| México     | 1–2      | Honduras                  |
| ---------- | -------- | ------------------------- |
| Peralta 6' | Chi tiết | Bengtson 63' · Costly 66' |

| Costa Rica                            | 3–1      | Hoa Kỳ              |
| ------------------------------------- | -------- | ------------------- |
| Acosta 3' · Borges 10' · Campbell 76' | Chi tiết | Dempsey 43' (ph.đ.) |

| Panama | 0–0      | Jamaica |
| ------ | -------- | ------- |
|        | Chi tiết |         |

| Jamaica        | 1–1      | Costa Rica |
| -------------- | -------- | ---------- |
| Anderson 90+2' | Chi tiết | Brenes 74' |

| Hoa Kỳ                       | 2–0      | México |
| ---------------------------- | -------- | ------ |
| E. Johnson 49' · Donovan 78' | Chi tiết |        |

| Honduras                  | 2–2      | Panama                     |
| ------------------------- | -------- | -------------------------- |
| Costly 28' · Palacios 62' | Chi tiết | G. Torres 50' · Chen 90+1' |

| Honduras     | 1–0      | Costa Rica |
| ------------ | -------- | ---------- |
| Bengtson 65' | Chi tiết |            |

| Hoa Kỳ                  | 2–0      | Jamaica |
| ----------------------- | -------- | ------- |
| Zusi 77' · Altidore 81' | Chi tiết |         |

| México                    | 2–1      | Panama     |
| ------------------------- | -------- | ---------- |
| Peralta 40' · Jiménez 85' | Chi tiết | Tejada 81' |

| Costa Rica             | 2–1      | México      |
| ---------------------- | -------- | ----------- |
| Ruiz 26' · Saborío 64' | Chi tiết | Peralta 29' |

| Jamaica                        | 2–2      | Honduras                 |
| ------------------------------ | -------- | ------------------------ |
| Watson 3' · Austin 58' (ph.đ.) | Chi tiết | Costly 1' · Figueroa 33' |

| Panama                     | 2–3      | Hoa Kỳ                                     |
| -------------------------- | -------- | ------------------------------------------ |
| G. Torres 18' · Tejada 83' | Chi tiết | Orozco 64' · Zusi 90+2' · Jóhannsson 90+3' |

## Danh sách cầu thủ ghi bàn
4 bàn
| - Jerry Bengtson | - Carlo Costly | - Jozy Altidore |

3 bàn
| - Clint Dempsey | - Oribe Peralta | - Bryan Ruiz |

2 bàn
| - Celso Borges - Álvaro Saborío - Javier Hernández | - Luis Henríquez - Luis Tejada - Gabriel Torres | - Eddie Johnson - Graham Zusi |

1 bàn
| - Johnny Acosta - Randall Brenes - Diego Calvo - Joel Campbell - Roy Miller - Michael Umaña - Maynor Figueroa - Juan Carlos García - Óscar García | - Wilson Palacios - Roger Rojas - Jermaine Anderson - Rodolph Austin - Jermaine Beckford - Marvin Elliott - Je-Vaughn Watson - Raúl Jiménez | - Aldo de Nigris - Roberto Chen - Blas Pérez - Román Torres - Landon Donovan - Brad Evans - Aron Jóhannsson - Michael Orozco |